# Філіпенко Леонід Миколайович
Леоні́д Микола́йович Філіпе́нко (нар. 5 березня 1914 — пом. 27 січня 2012) — радянський військовик, учасник Другої світової війни. Герой Радянського Союзу (1945).

## Життєпис
Народився 5 березня 1914 року в селі Варварівці, нині Новоукраїнського району Кіровоградської області, в селянській родині. Українець. Початкову освіту здобув у рідному селі, 8 класів вечірньої школи закінчив 1933 року в м. Бобруйську (Білорусь). 1936 року закінчив педагогічний робітфак, працював обліковцем Бобруйської панчішно-трикотажної фабрики «КІМ».
До лав РСЧА призваний Бобруйським РВК 15 вересня 1936 року. Брав участь у радянсько-фінській війні 1939–1940 років. Вдруге призваний до РСЧА 22 червня 1941 року. Воюва на Західному, Волховському, Донському, Сталінградському, Центральному, 1-у, 2-у та 3-у Білоруських фронтах. П'ять разів був поранений. Член ВКП(б) з 1944 року.
Особливо командир стрілецького батальйону 413-го стрілецького полку 73-ї стрілецької дивізії (48-а армія) капітан Л. М. Філіпенко відзначився під час боїв у Східній Пруссії. Після низки тривалих і виснажливих боїв батальйон під його командуванням, маючи в своєму складі 113 активних багнетів, 4 міномети, 4 ручних і 5 станкових кулемети, 17 лютого 1945 року вийшов на вихідний рубіж для форсування річки Пассарге. Попри безперервний інтенсивний вогонь супротивника з ДОТів, забезпечив підготовку засобів для переправи. З ходу форсувавши річку по швидко наведеному штурмовому містку та підручних засобах, особисто керував захопленням плацдарму на правому березі, а також вогневим прикриттям форсування підрозділами батальйону. Швидко переправивши батальйон, розгорнув його до бою й вдало відбив 3 масовані атаки супротивника. Згодом на цій ділянці річку форсували інші батальйони полку та дивізії, а також частина підрозділів сусідніх 96-ї і 217-ї стрілецьких дивізій.
По закінченні війни продовжував військову службу. У 1946 році закінчив КУКС «Постріл». У 1960 році підполковник Л. М. Філіпенко вийшов у запас. Мещкав у місті Вітебську (Білорусь), начальником штабу цивільної оборони трикотажної фабрики. Помер 27 січня 2012 року.

## Нагороди
Указом Президії Верховної Ради СРСР від 19 квітня 1945 року за зразкове виконання бойових завдань командування на фронті боротьби з німецькими загарбниками та виявлені при цьому відвагу і героїзм, капітанові Філіпенку Леоніду Миколайовичу присвоєне звання Героя Радянського Союзу з врученням ордена Леніна і медалі «Золота Зірка» (№ 8836).
Також був нагороджений білоруським орденом «За службу Батьківщині» 3-го ступеня (15.04.1999), радянськими орденами Червоного Прапора (13.02.1944), трьома Вітчизняної війни 1-го ступеня (13.10.1944, 17.02.1945, 11.03.1985), Вітчизняної війни 2-го ступеня (05.01.1944), Червоної Зірки і медалями.
Почесний громадянин Вітебська.